# 全日本交通運輸産業労働組合協議会
全日本交通運輸産業労働組合協議会（ぜんにほんこうつううんゆさんぎょうろうどうくみあいきょうぎかい、略称：交運労協（こううんろうきょう）、英語：Japanese Council of Transport Worker's Unions）は、日本における大産業別組織である。国際運輸労連（ITF）に加盟している。

## 概要
陸・海・空に働く運輸産業の労働者で組織されている。

## 加盟組合
- 全日本運輸産業労働組合連合会（運輸労連）
- 日本私鉄労働組合総連合会（私鉄総連）
- 日本鉄道労働組合連合会（JR連合）
- 全日本鉄道労働組合総連合会（JR総連）
- 全国交通運輸労働組合総連合（交通労連）
- 航空連合
- サービス・ツーリズム産業労働組合連合会（サービス連合）
- 全日本自治団体労働組合都市公共交通評議会（自治労都市交評）
- 全日本海員組合（海員）
- 全国自動車交通労働組合連合会（全自交労連）
- 国鉄労働組合（国労）
- 全日本港湾労働組合（全港湾）
- 全国労供事業労働組合連合会（労供労連）
- 日本郵政グループ労働組合（JP労組）
- 全日本建設運輸連帯労働組合（全日建）
- 全日本自治団体労働組合全国一般評議会（自治労全国一般）
- 鉄道運輸機構労働組合（鉄構労）
- 鉄道関連産業労働組合協議会（鉄道関連労）